# Retezat-bjergene
Retezat-bjergene (rumænsk: Munții Retezat , ungarsk: Retyezát-hegység) er et af de højeste bjergmassiver i Rumænien, der er en del af de Transsylvanske Alper. Den højeste top er Peleaga (Vârful Peleaga), i en højde af 2.509 moh. Andre vigtige tinder er Păpușa (Vârful Păpușa, "Dukketoppen") og Retezat-toppen (Vârful Retezat). Navnet betyder "afskåret" på rumænsk.

## Geografi
Retezat-bjergene har mange issøer, herunder den største gletsjersø i Rumænien, Bucura-søen (Lacul Bucura), som dækker 8,9 ha og er beliggende i en højde af 2.030 moh. Området er hjemsted for Retezat National Park, Rumæniens første nationalpark.

## Flodsystemer og søer
De tektoniske, litologiske og morfologiske forhold der er i Retezat-bjergene, korreleret med højderyggenes orientering mod hovedvindene, gør denne bjerggruppe til det fugtigste område i de rumænske Karpater. Det hydrologiske netværk er opdelt i to hovedretninger: nord, mod floden Strei (Mureș-afvandingsområdet), hvor alle floderne fra de vestlige, nordlige og nordøstlige områder af massivet løber og syd, mod floden Jiul de Vest (Jiu-afvandingsområdet). Den vigtigste flod er den 64 km lange Râul Mare, med en gennemsnitlig vandgennemstrømning på 12,9 m³/sek. Der er vandfald ved alle vandløb i parken.
Et af de særlige kendetegn ved Retezat-bjergene er den udbredte tilstedeværelse af issøer. Cirka 38% af issøerne i Rumænien findes her på bunden af calderaer, grupperet i søklynger eller isoleret, og er blandt de største turistattraktioner i området. Inden for massivets grænser er der 58 permanente issøer, mellem 1.700 og 2.300 moh. Nogle kilder nævner over 80 søer, men her er højst sandsynligt også medtaget de midlertidige.
Arealet af søerne varierer mellem 300 (Stânișoara I) og 88.612 m² (Bucura), den største issø i Rumænien. Dybden af søerne varierer mellem 0,3 m (Stânișoara I) og 29 meter ((Zănoaga), mens volumen er mellem 90,3 m³ (Galeșul II) og 693.152 m³ (Zănoaga).

## Flora
Af de omkring 3.500 plantearter, der findes i Rumænien, kan over en tredjedel (ca. 1.200) findes her. Dette er hovedsageligt grunden til, at området blev udpeget som nationalpark. Der er over 90 plantearter, der er endemiske for dette område, den første blev opdaget i 1858: Flămânzica (Draba dorneri).
Alpin tundra er særligt vigtig, da her findes de fleste alpine arter, såsom medlemmer af slægterne Gentiana, Potentilla og Pulsatilla. Edelweissen kan også findes her. Ved grænserne mellem det klippefyldte område og den alpine tundra findes arter af rhododendron (Rhododendron kotschii). Bjergfyren, en beskyttet art i Rumænien, kan findes på alle de stejle skråninger af Retezat-bjergene, mens den cmbrafyr (Pinus cembra) har en bredere udbredelse end i noget andet rumænsk massiv.
Den største trussel for parkens flora (især den, der findes på den alpine tundra), er overgræsning, da der er talrige flokke af får. De arter, der er specifikke for dette område, er erstattet af mindre skrøbelige.

## Fauna
Over 185 fuglearter, hvilket er mere end halvdelen af de arter, der findes i Rumænien, besøger parken. Ud af disse yngler over 122 arter her. Sjældne fugle, som kongeørn, (også repræsenteret på parkens logo), lille skrigeørn, slangeørn, vandrefalk, tjur, stor hornugle, spurveugle og den sorte stork opholder sig her.
Der er 55 arter af pattedyr inden for parkens område. Her er gunstige betingelser for, at nogle af Europas største rovdyr kan overleve: ulv, brun bjørn og den europæisk los ; nogle store planteædere som gemser, kronhjort og rådyr, mens små kødædere som vildkat og odder også kan findes.
I 1973 blev 20 alpine murmeldyr, indført fra de østrigske alper, og udsat i Gemenele gletsjersøens caldera. I dag findes de overalt i parken, men virkningen, som denne naturaliserede art havde på andre planter eller dyr, er endnu ukendt. Efter 1960 blev også ørred indført i nogle af områdets søer. Der udføres nu undersøgelser for at kontrollere, om de er ansvarlige for faldet i paddebestanden i disse søer, som er observeret i de seneste år.
En underart af den lille vandsalamander (L. vulgaris ampelensis), endemisk for Charpatian-bjergene, lever her, mens den butsnudede frø kan findes overalt. Selvom der blev rapporteret om meget få hugormebid, dræber turister og landsbyboere dem ofte på stedet. Der findes flere endemiske hvirvelløse arter her: ni endemiske arter af sommerfugle, mindst seks arter, der tilhører Plecoptera-ordenen, og fire tilhører Trichoptera-ordenen.

## Adgang

### Syd Retezat-regionen
De sydlige tilgange til Retezat strækker sig fra Jiu-dalens by Vulcan i den østlige ende af dalen til Câmpușel i den vestlige ende af dalen. Selvom der er flere indgangssteder til Retezat-bjergene fra byerne Vulcan, Lupeni, Uricani, Câmpul lui Neag og punkter imellem, begynder direkte adgang til nationalparken i Cheile Buții-området ca. 35 km vest for Petroşani.

### Nordretezat-regionen
Retezat-bjergene og Retezat-nationalparken er tilgængelige fra nord via Rumæniens rute 66 (DN-66) og/eller med tog, som kører langs rute 66, fra Petroşani mod sydøst eller Simeria mod nord. Fra rute 66 er der flere indgange til Retezat-bjergene. Næsten alle landsbyerne langs motorvejen, fra Ohaba de sub Piatră, lige uden for Hațeg, til Merișor, lige uden for Petroşani, har adgangsveje, der løber sydpå ind i Retezat-bjergene.

## Højeste tinder
Retezat-massivets toppe med en højde på over 2.300 m er:
- Peleaga 2.509 m
- Păpușa 2.508 m
- Retezat 2.482 m
- Mare 2.463 m
- Custura 2.457 m
- Bucura 2.433 m
- Sântămaria 2.400 m
- Judele 2.398 m
- Bucura II 2.372 m
- Țapu 2.372 m
- Custura Bucurei 2.370 m
- Păpușa Mică 2.370 m
- Bârlea 2.348 m
- Slăveiu 2.347 m
- Obârșia Nucșoarei 2.346 m
- Morii 2.340 m
- Ciumfu Mare 2.335 m
- Șesele Mari 2.324 m
- Valea Rea 2.311 m

## Billedgalleri
- Vârful Mare set fra Galeșu-søen.
- Bucurasøen udsigt fra campingpladsen.
- Bucura-toppen set i løbet af foråret fra Retezat-toppen.
- Gletsjersøer i Retezat-bjergene
- Et lille vandfald ved Stânișoara-strømmen.
- Vandrere går op ad nordsiden af Retezat-toppen.
- Dammen mellem granerne (Tăul dintre brazi ), en lille ikke-glacial sø inde i nationalparken.
- Udsigt til solnedgang fra Retezat-toppen
- Peleaga-, Bucura- og Păpușa-toppene